# 튀니스로의 진군
튀니스로의 진군(Run for Tunis)는 1942년 11월 10일부터 12월 25일까지 제2차 세계 대전의 튀니지 전역에서 진행된 군사 작전이다.
1942년 11월 중반에 연합국 군대는 횃불 작전을 계기로 알제리에서 동쪽으로 진격했다. 연합국 군대는 추축국 군대가 장악하고 있던 튀니지 튀니스를 탈환하려고 했지만 실패했고 튀니스에서 약 32km 정도 떨어진 지점까지 퇴각하게 된다.

## 같이 보기
- 아프리카 기갑군